# دوري كرة القدم الإنجليزي 1967–68
دوري كرة القدم الإنجليزي 1967–68 (بالإنجليزية: 1967–68 Football League First Division)‏ هو موسم من دوري كرة القدم الإنجليزي. أقيم خلال الفترة 19 أغسطس 1967 وحتى 21 مايو 1968، وفاز فيه مانشستر سيتي.